# Armand Marrast
Armand Marrast, född 5 juni 1801 i Saint-Gaudens, död 10 mars 1852 i Paris, var en fransk publicist och politiker.
Marrast blev efter julirevolutionen 1830 en av stiftarna av det Antidynastiskt republikanska partiet och förfäktade 1832-34 partiets idéer som redaktör av tidningen Tribune. Efter några års nödtvungen landsflykt i England återkom Marrast år 1838 till Frankrike och blev 1841 chefredaktör för tidningen National.
Vid februarirevolutionen 1848 blev han medlem av den provisoriska regeringen, valdes i mars till borgmästare i Paris samt invaldes i den konstituerande församlingen. I den fungerade han från juni som president. Han förlorade emellertid hastigt sin popularitet och invaldes inte i den lagstiftande församlingen, som sammanträdde i maj 1849.